# Деконник, Келли Сью
Келли Сью Деконник (англ. Kelly Sue DeConnick; род. 15 июля 1970, Колумбус, Огайо, США) — американская писательница и редактор комиксов.

## Личная жизнь
Деконник росла на различных военных базах, потому что её отец служил в ВВС США. Её мать покупала ей комиксы о Чудо-женщине. Келли окончила Техасский университет в Остине.
Деконник замужем за другим писателем комиксов, Мэттом Фрэкшеном, от которого у неё двое детей, Генри и Таллула.

## Награды
2018
- Номинация на Hugo Award в категории «Best Graphic Story» за Bitch Planet, Volume 2: President Bitch[5]
- Номинация на British Fantasy Awards в категории «Best Comic/Graphic Novel» за Bitch Planet, Volume 2: President Bitch[5]

2016
- Победа на British Fantasy Awards в категории «Best Comic/Graphic Novel» за Bitch Planet, Volume 1[5]

2014
- Номинация на Eisner Award в категории «Best Writer» за Pretty Deadly[6]